# Paconius corniculatus
Paconius corniculatus är en fjärilsart som beskrevs av Heinrich 1956. Paconius corniculatus ingår i släktet Paconius och familjen mott. Inga underarter finns listade i Catalogue of Life.